# 靜骨尾魚
靜骨尾魚（學名：Gila modesta）為輻鰭魚綱鯉形目雅羅魚科骨尾魚屬的其中一種，被IUCN列為瀕危保育類動物，分布於北美洲墨西哥科阿韋拉州淡水流域，棲息在底中層水域，生活習性不明。

## 扩展阅读
維基物種上的相關：靜骨尾魚